# Lago de Derborence
O Lago Derborence é um lago de montanha localizado no município de Conthey, Valais, Suíça.
Este lago localizado perto da aldeia de Derborence foi formado após um desmoronamento de grandes dimensões ocorrida em 24 de setembro de 1714 e de outro que aconteceu a  23 de Junho de 1749. Este desmoronamento ocorrido em 1749, com um número estimado de 50 milhões m³ de pedras bloqueou o curso do Rio Derbonne e levando à formação definitiva do lago.